# Elsan
Elsan est un groupe d'hôpitaux privés en France. Il contient 212, établissements et est le premier groupe d'hospitalisation privé de France.

## Historique
En novembre 2015, Vedici et Vitalia fusionnent pour donner naissance au groupe Elsan, dont le nom est dévoilé en janvier 2016.
En juin 2017, le groupe finalise son rapprochement avec MédiPôle Partenaires et devient le numéro un français,.
En 2020, des partenariats sont noués avec Pandalab et Lifen,. La même année, en octobre, la Commission européenne entérine l'acquisition du contrôle exclusif d'Elsan par KKR, une entreprise d'investissement américaine.
Durant la crise sanitaire liée à la Covid-19, les établissements du groupe participent à la prise en charge des patients développant des formes graves de la maladie. Le groupe a également aidé les Ehpad à casser les chaînes de contamination des résidents.      
En faisant évoluer la composition de son capital avec l’entrée de KKR en décembre 2020, plusieurs investisseurs français entrent au capital: Ardian, Merieux Equity Partners, de CNP Assurances et d’Axa, aux côtés de Tethys Invest et CVC Capital Partners,. La hausse garantie des tarifs pour une durée de trois ans obtenue de la part du gouvernement français début 2020 favorise l'attrait des investisseurs. Les rapprochements envisagés avec d'autres acteurs permettent aussi « de réaliser des économies d’échelle » et de mutualiser l'utilisation de machines modernes.
Après autorisation de l'Autorité de la concurrence en 2021, C2S, acteur régional d’hospitalisation privée, est acquis.
En juin 2023, la CNIL autorise Elsan à constituer le premier entrepôt de données de santé hospitalier d’envergure nationale,, « EDS ELSAN ». En septembre 2023, Sébastien Proto devient président d'Elsan.

## Chiffres clés
En 2024, le groupe Elsan revendique plus de 210 cliniques et hôpitaux privés en France, dont 104 cliniques MCO (médecine, chirurgie, gynécologie obstétrique), ainsi que 28 000 collaborateurs et 7 500 médecins. Quatre millions de patients sont pris en charge par an, selon les chiffres de 2023,.

## Classement des établissements
Dans le palmarès Le Point 2024, 10 établissements du groupe Elsan figurent parmi les 50 meilleures cliniques de France. 15 hôpitaux privés du groupe sont classés parmi les meilleurs établissements de santé français, selon le classement Newsweek 2025.

## Procédure judiciaire
Fin mai 2018, Jérôme Nouzarède, ancien président du Conseil d'administration d'Elsan, est mis en examen avec trois autres cadres du groupe, pour « escroquerie au jugement » et « banqueroute ». Après enquête de la Brigade financière du parquet de Nanterre, ils sont soupçonnés d’avoir programmé en 2016, la cessation de paiements de la clinique Ambroise-Paré de Bourg-la-Reine (Hauts-de-Seine) afin qu'elle soit placée en liquidation judiciaire par le Tribunal de commerce. La fermeture de l'établissement, avec expulsion des patients et le licenciement de soixante-dix salariés, aurait permis d’économiser quelque deux ou trois millions d'euros.